# Christian Kruik von Adrichem

Christian Kruik van Adrichem: Jerusalem, et suburbia eius (1584)

Christian Kruik van Adrichem, latinisiert: Christianus Crucius Adrichomius (* 14. Februar 1533 in Delft; † 20. Juni 1585 in Köln), war ein römisch-katholischer Priester und Buchautor. Er wohnte in Delft in einem Haus namens „das Doppelkreuz“ (het dubbele kruis), daher der Nachname Crucius.

## Leben
Als Sohn des Bürgermeisters von Delft studierte er in Leuven Theologie und empfing am 2. März 1561 die Priesterweihe. Danach war er Superior des St.-Barbara-Klosters, des späteren Waisenhauses für Mädchen im protestantischen Delft. Als ab 1566 in Delft die Reformation eingeführt wurde, verließ er seine Vaterstadt. 1578 war er in Mechelen und veröffentlichte das Werk Vita Jesu Christi. Später kam er nach Köln, wo er Beichtvater des Augustinerinnenkonvents „Nazareth“ wurde. Er verfasste mehrere Schriften über die Topographie Palästinas.

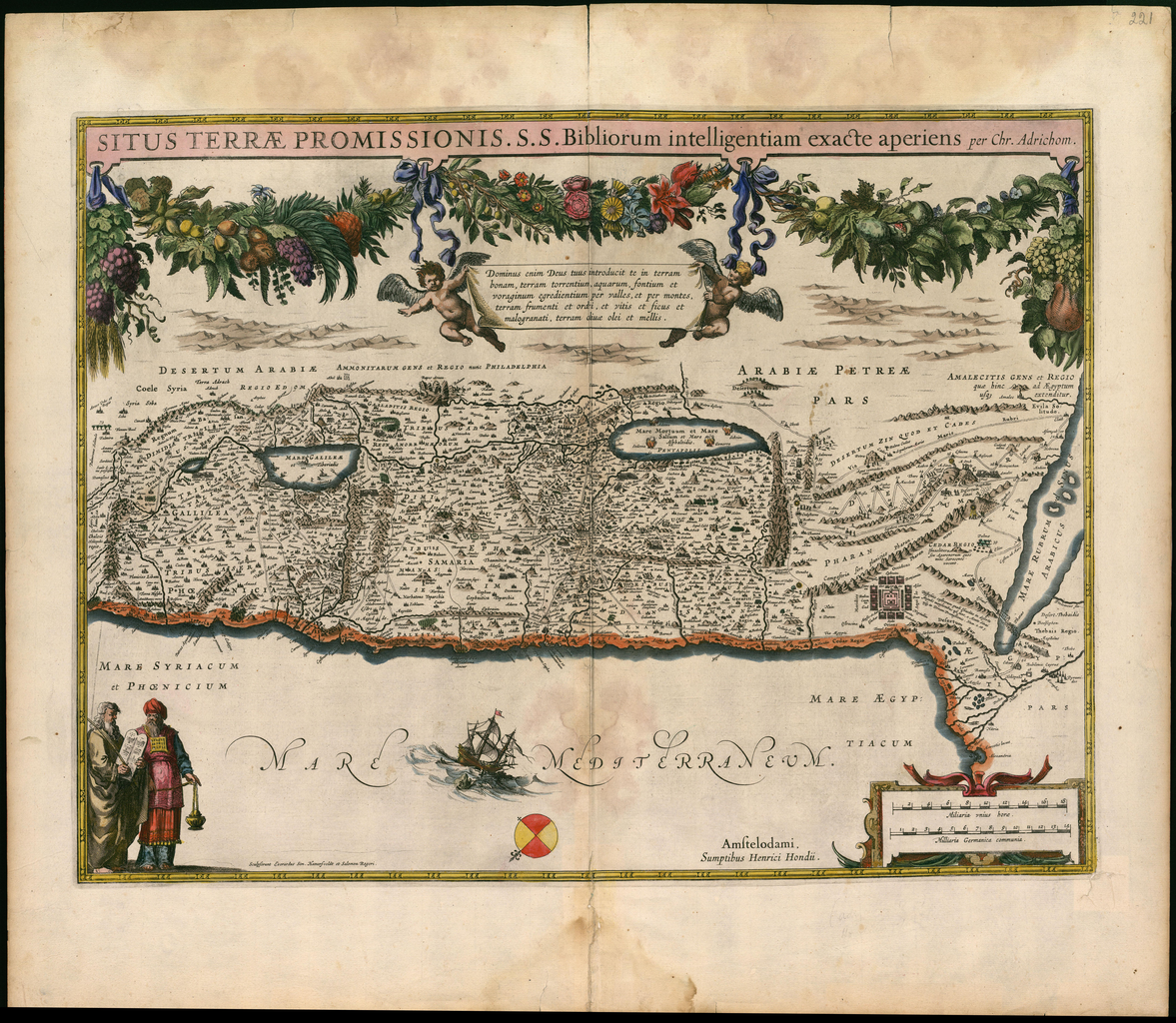
Van Adrichems Karte des Heiligen Landes (Israelische Nationalbibliothek)

## Bedeutung
Sein Werk Jerusalem sicut Christi tempore floruit (...) brevis descriptio, Köln 1584 ist frömmigkeitsgeschichtlich von großer Bedeutung. Der Autor, der Jerusalem nie gesehen hatte, beschreibt darin einen Kreuzweg mit zwölf Stationen, wobei die Entfernungen zwischen den Stationen mitgeteilt werden, „damit jeder Christ an beliebigem Orte, auch innerhalb seiner vier Wände, im Gang oder im Garten“ den Kreuzweg nachvollziehen könne. Das Buch erlangte eine große Verbreitung; Übersetzungen erschienen auf Italienisch, Englisch, Holländisch, Böhmisch, Polnisch, Spanisch und Deutsch. Die darin aufgelisteten Stationen gingen später alle in den offiziellen römisch-katholischen Kreuzweg ein:
1. Pilatus
2. Kreuzauflegung
3. Erster Fall
4. Begegnung mit Maria
5. Simon von Kyrene
6. Veronika reicht Jesus das Schweißtuch
7. Zweiter Fall
8. Weinende Frauen
9. Dritter Fall
10. Entkleidung
11. Annagelung
12. Kreuzaufrichtung.[3]

Der oft nachgedruckte Stadtplan von Jerusalem ist ein bemerkenswertes Werk, bei dem sich gelehrtes Quellenstudium und fromme Phantasie mischen. Es identifiziert und erklärt 217 Orte; auf die Passionsgeschichte wird dabei immer wieder Bezug genommen.

## Werke
- Vita Jesu Christi ex quatuor evangelistis breviter contexta et in germanum verumque ordinem digesta. Antwerpen 1578.
- Jerusalem, sicut Christi tempore floruit, et suburbanorum, insigniorumque historiarum eius brevis descriptio. Köln 1584. (Digitalisat)
- Theatrum terrae Sanctae et Biblicarum Historiarum cum tabulis geographicis, Köln 1590.